# In vitro

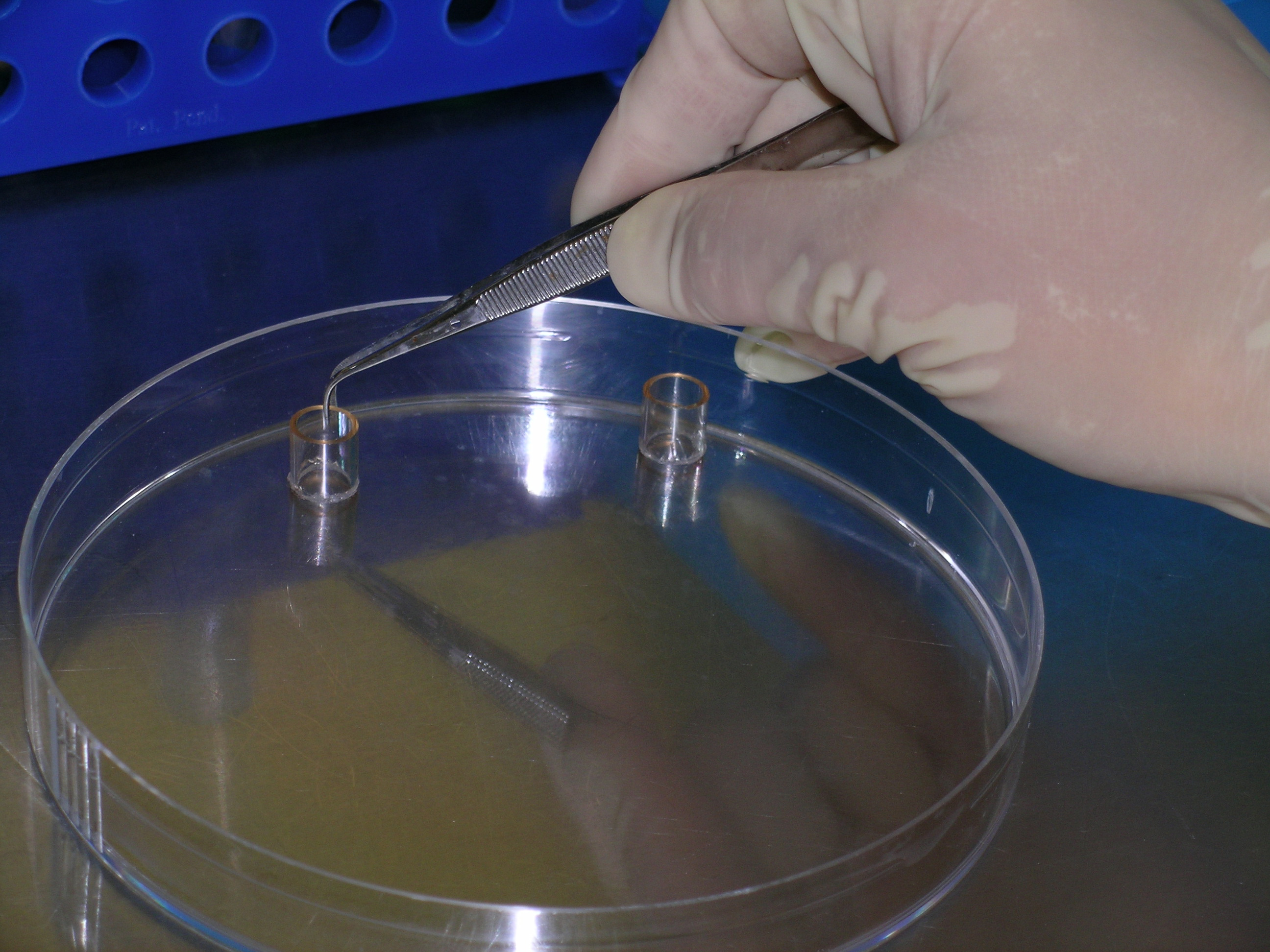
Emberi sejtkultúra in vitro klónozása

Az in vitro (latin, „az üvegben”) kifejezés arra a kísérleti technikára utal, amikor a kísérleti folyamat nem az élő szervezetben, hanem azon kívül, ellenőrzött körülmények közt zajlik le, például kémcsőben vagy Petri-csészében. A sejtbiológia sok kísérlete zajlik az élő szervezeten, illetve a sejteken kívül. Mivel az ilyen kísérlet bizonyos körülmények közt esetleg más eredményhez vezethet, mintha a folyamat élő szervezetben zajlana, az előbbi megjelölésére használják az in vitro kifejezést, megkülönböztetve az in vivo kísérletektől. 
Az in vitro kísérletek egy kísérleti változó hatását vizsgálják az organizmusok bizonyos részeire. Tipikusan szerveket, szöveteket, sejteket, sejtalkotókat, proteineket és/vagy biomolekulákat vizsgálnak. Mivel ilyenkor kevesebb változóval kell számolni, az in vitro kísérletek könnyebben értelmezhetőek – és olcsóbbak – lehetnek, mint az in vivo kísérletek. Ugyanakkor félrevezető eredményeket is produkálhatnak, ezért eredményeiket általában in vivo vizsgálatokkal ellenőrzik. 
A latin név tartalmazza az „üveg” szót, a mai laboratóriumi eszközök azonban többnyire polipropilénből vagy polisztirolból készülnek, amelyek könnyebben tisztán tarthatók és csökkentik annak a veszélyét, hogy az üvegszilánkok sérüléseket okozzanak. 
A kísérleti felhasználáson kívül, in vitro jelzővel illetik a testen kívüli mesterséges megtermékenyítés során alkalmazott technikát is (in vitro fertilizáció(en), IVF).

## Fordítás
Ez a szócikk részben vagy egészben az In vitro című angol Wikipédia-szócikk ezen változatának fordításán alapul.  Az eredeti cikk szerkesztőit annak laptörténete sorolja fel. Ez a jelzés csupán a megfogalmazás eredetét és a szerzői jogokat jelzi, nem szolgál a cikkben szereplő információk forrásmegjelöléseként.